# AnoHana – Die Blume, die wir an jenem Tag sahen

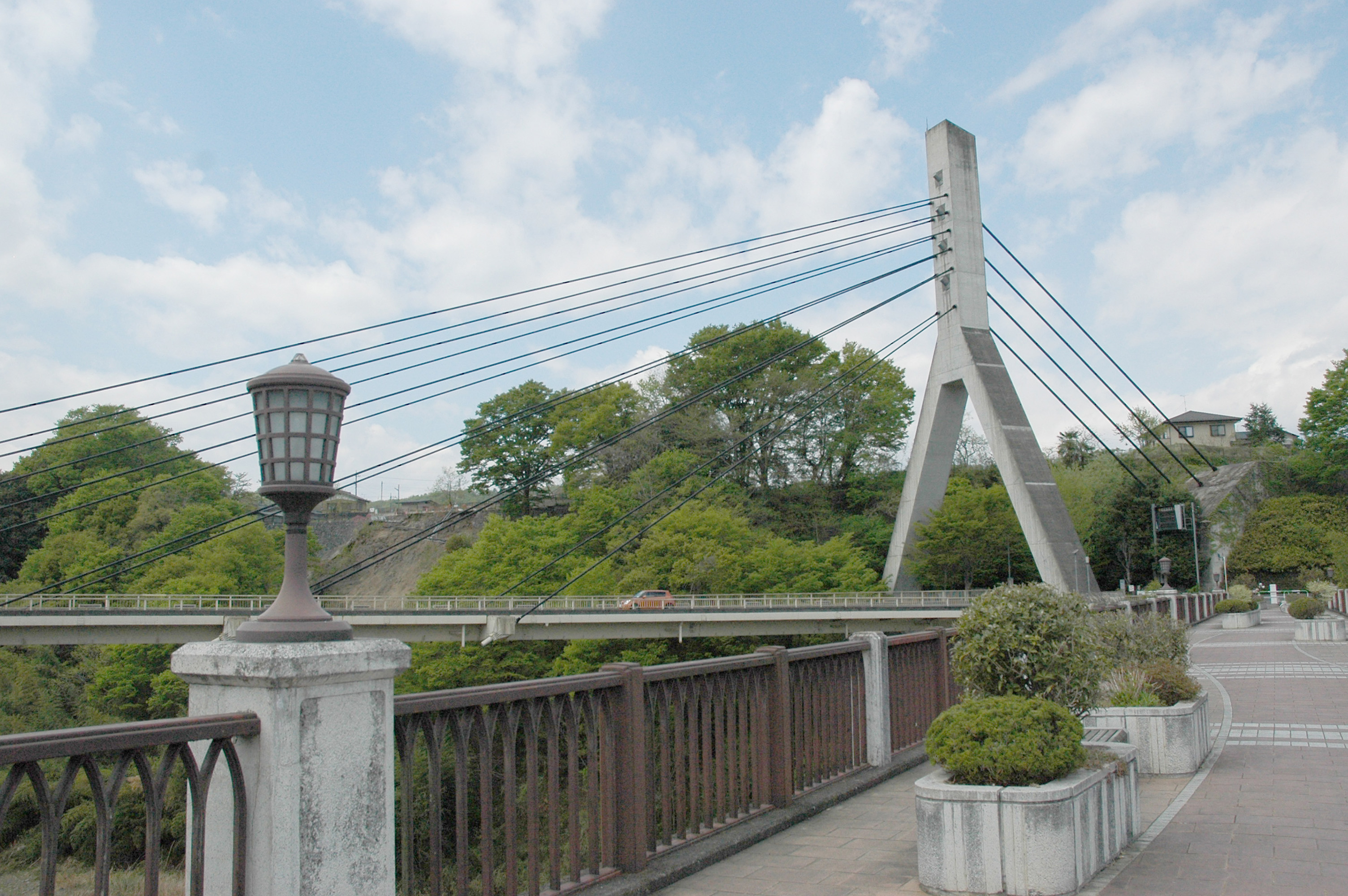
Das reale Vorbild der Brücke aus der Serie

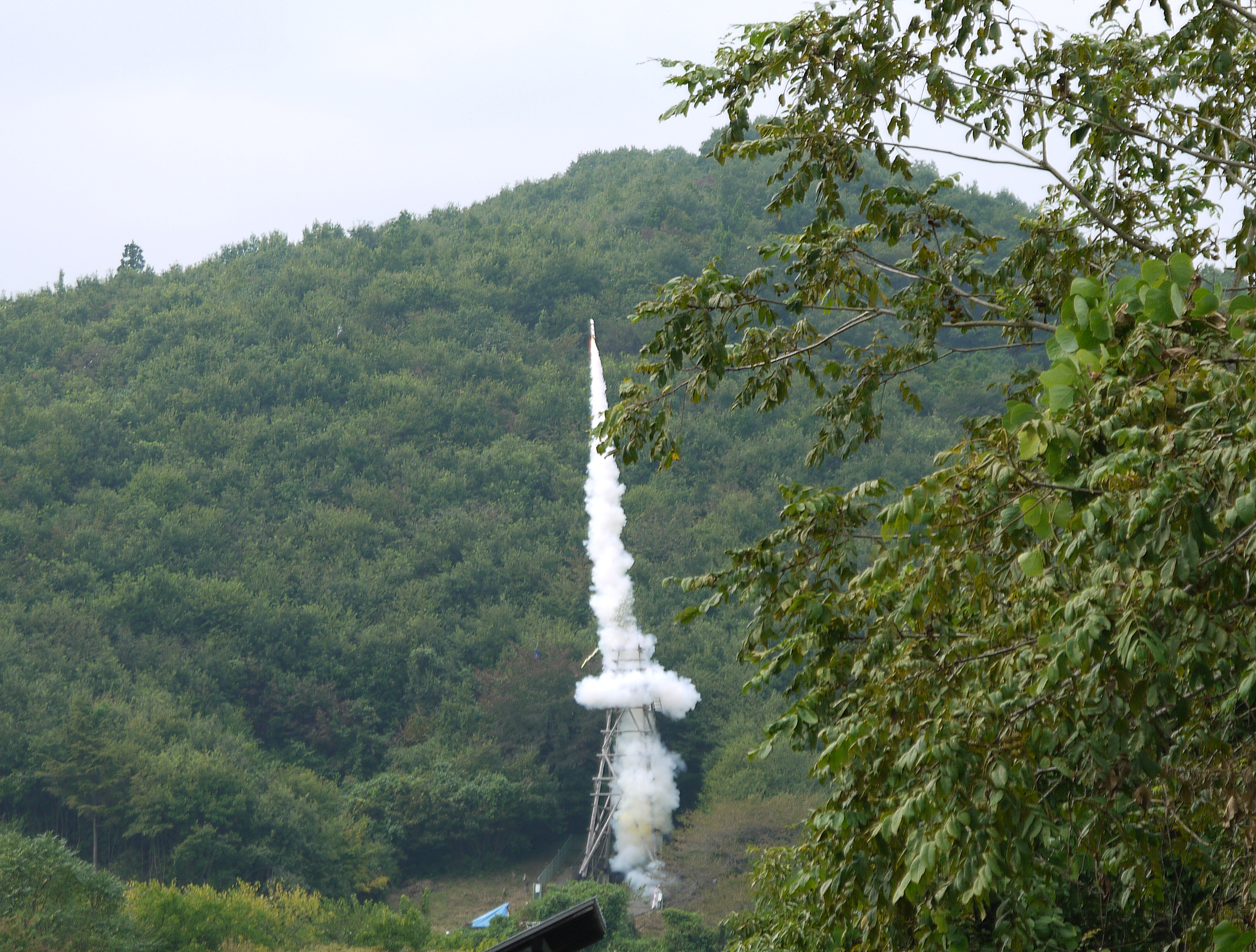
Ryusei Festival

AnoHana – Die Blume, die wir an jenem Tag sahen (jap. あの日見た花の名前を僕達はまだ知らない. Ano Hi Mita Hana no Namae o Bokutachi wa Mada Shiranai., dt. „Wir wissen noch immer nicht den Namen der Blume, die wir an jenem Tag sahen.“), auch kurz als Anohana/Ano Hana bezeichnet, ist eine Anime-Fernsehserie aus dem Jahr 2011, die unter der Regie von Tatsuyuki Nagai im Studio A-1 Pictures entstand, sowie ein Roman und ein Kinofilm. Erzählt wird die Geschichte einer Gruppe von Freunden, die noch immer vom nicht zur Ruhe kommenden Geist einer verunglückten Kindheitsfreundin des Protagonisten verfolgt werden.

## Handlung
Der Schüler Jinta Yadomi (宿海 仁太, Yadomi Jinta) besucht seit einiger Zeit nicht mehr die Schule und beginnt, seine Kindheitsfreundin Meiko Honma (本間 芽衣子, Honma Meiko), die er kurz als Menma bezeichnet, zu sehen. Doch diese ist lange zuvor gestorben und Jintan, wie er von ihr genannt wird, wird deshalb von vielen Bewohnern aus der Nachbarschaft für verrückt gehalten. Menma ist sich bewusst, dass sie bereits tot ist, hat aber ihren kindlichen Intellekt behalten und reagiert entsprechend immer wieder recht naiv. Jinta versucht unterdessen, ihr den Aufenthalt so angenehm wie möglich zu gestalten. So schläft er beispielsweise nicht in seinem eigenen Bett, das er ihr freigemacht hat, oder kocht ihr Lieblingsessen. Ebenfalls in dem Haus wohnt sein Vater, der jedoch das seltsame Verhalten seines Sohnes komplett zu verdrängen scheint. So ist er stets gut gelaunt und scheint alles bedingungslos zu akzeptieren. Jinta jedoch wünscht sich regelrecht, dass sein Vater ihn nicht einfach so gewähren ließe. Dennoch hält er sich aus Rücksicht zurück, da er weiß, wie schwer es auch sein Vater nach dem Tod von Jintas Mutter hat. Sie verstarb einige Zeit nach Menma an körperlicher Schwäche.
Seine Kindheitsfreundin Naruko Anjō (安城 鳴子, Anjō Naruko) besucht Jinta; sie empfindet sein Verhalten zwar auch als sehr merkwürdig, fühlt sich aber dennoch zu ihm hingezogen, weshalb sie ihn auch nach all den Jahren nicht völlig aufgibt. Naruko, die von ihren Freunden immer wieder Anaru genannt wird, versucht daher Jinta dazu zu bringen, wieder die Schule zu besuchen. Jedoch scheitern die meisten Versuche, da Jinta sich einfach nicht mehr zugehörig fühlt und dadurch nicht Fuß fassen kann. Anaru selbst ist ihm dabei zunächst auch keine sehr große Hilfe, da sie sich in der Schule mit Freundinnen umgibt, die oberflächlich sind, Jinta ablehnen und Anaru nicht beistehen, wenn sie Hilfe braucht. Der einst immer im Schatten von Jinta stehende Freund Atsumu Matsuyuki (松雪 集, Matsuyuki Atsumu, Spitzname: Yukiatsu) besucht mittlerweile eine höhere Schule und zeigt sich ihm gegenüber herablassend und abweisend. Auf dieselbe Schule geht ebenfalls Chiriko Tsurumi (鶴見 知利子, Tsurumi Chiriko, Spitzname: Tsuruko). Seit ihrer Kindheit hat sich die eher schüchterne Tsuroko zu einer sehr aufmerksamen, aber auch extrem ernsthaften und kühlen Persönlichkeit entwickelt. So steht sie weder Jinta noch Yukiatsu bei und versucht sich aus allem möglichst herauszuhalten.
Ein erster Lichtblick für Jinta ist das Auftauchen von Tetsudō Hisakawa (久川 鉄道, Hisakawa Tetsudō), des sechsten Freundes aus seiner Kindheit. In seiner Kindheit bewunderte Poppo, so wie er immer noch genannt wird, Jinta sehr und sah in ihm ein Vorbild. Mittlerweile ist der einst sehr dünne und kleine Junge groß und kräftig. Jedoch denkt er nicht sonderlich weit voraus und schlägt sich als Reisender und Teilzeitarbeiter durch die Welt. So befand er sich für lange Zeit auf Reisen im Ausland und kam nur selten nach Japan zurück, wo er dann in der Hütte übernachtete, in der sie sich als Kinder oft getroffen hatten. Er ist der erste, der versucht die einstigen Freunde wieder zu vereinen, da er Jinta glaubt, dass er Menma sieht und es ihr Wunsch sei, dass sich alle so wie früher erneut treffen und ihre Streitigkeiten beilegen können. Also bringt Poppo Jinta dazu, Anaru zu Hause zu besuchen. Beim Spielen einiger alter Videospiele kann Anaru einen Teil ihrer Abneigung gegenüber Jinta ablegen und Jinta wird überzeugt, wieder die Schule zu besuchen.
Anaru geht an einem Abend mit ihren Freundinnen zu einer Karaokeparty und verlässt diese vorzeitig in Begleitung eines Mannes. Dieser wollte sie in ein Love Hotel führen. Mit Hilfe von Yukiatsu kann sie ihm entkommen. Als Anaru sich bei ihm bedankt, gesteht sie ein, ein gewisses Interesse an Jinta zu haben, was ihren Erretter verärgert. Der Vorfall bleibt nicht unbemerkt und in der Schule verbreitet sich das Gerücht, Anaru würde sich prostituieren. Jinta, der gerade den ersten Tag in der Schule ist, nimmt sie in Schutz und beide müssen den Unterricht verlassen. Anaru traut sich nicht mehr nach Hause, da sie die Reaktion ihrer Eltern fürchtet. Sie beschließt stattdessen in die alte Hütte bei Poppo einzuziehen. Dort überlegen sie sich, wie sie Yukiatsu und Tsuruko dazu bringen könnten, sich ebenfalls dort wieder zu treffen. Schließlich veranstalten sie einen Grillabend in der Hütte, zu der auch Yukiatsu und Tsuruko erscheinen. Während der Feier eröffnet Yukiatsu den anderen, dass auch er Menma sehen kann. Als er aber anscheinend eine andere sieht als Jinta, rennt die Gruppe der Gestalt im Wald hinterher. Als sie sie finden, ist es Yukiatsu selbst, der sich als Menma verkleidet hat. Auch er war, wie Jinta, in Menma verliebt und kam über ihren Tod nicht hinweg.
Jinta, Poppo und Anaru wollen weiterhin herausfinden, wie sie Menma helfen können, und besuchen ihre Eltern. Menmas Mutter trauert ihrer Tochter noch immer nach und ist Menmas früheren Freunden feindlich gesinnt. Sie ist wütend, da trotz Menmas Tod ihre Freunde anscheinend weiterleben wie zuvor. Dennoch gibt sie ihnen Menmas Tagebuch. In diesem lesen die drei davon, dass Menma sich auf das Feuerwerk gefreut hatte, das sie als Freunde selbst machen wollten. Doch ist ihnen dies nie gelungen. Daher beschließen sie, den Versuch zu wiederholen, sodass Menma in den Himmel kann. Jinta beginnt hart zu arbeiten und sich Geld für das selbstgemachte Feuerwerk zu verdienen. Auch Poppo und Anaru wollen etwas beisteuern. Doch der von ihnen angefragte Feuerwerker muss ablehnen. Menmas Mutter hatte vom Vorhaben der Freunde erfahren und über ihren Mann verhindert, dass ihnen geholfen wird.
Yukiatsu und Tsuruko stehen dem Plan der drei Freunde skeptisch gegenüber und wollen nicht dabei helfen. Als er nicht gelingt, will auch Anaru aufgeben. Sie glaubt nicht wirklich, dass Menma noch als Geist unter ihnen ist. Da beschließt Menma, allen Freunden ihre Existenz zu beweisen und lädt sie in die Hütte ein. Hier schreibt sie ihnen in ihr Tagebuch Nachrichten, sodass schließlich alle an sie glauben. Mit neuem Mut und Gesprächen mit Menmas Vater und ihrem mittlerweile jugendlichem Bruder gelingt es, dass der Feuerwerker ihnen hilft. So bauen die Freunde, unter seiner Anleitung und Hilfe, ihr eigenes Feuerwerk und brennen dieses ab. Auch Menmas Bruder ist dabei, der die ständige Trauer seiner Mutter leid ist.
Doch entgegen den Erwartungen verschwindet Menma nach dem Feuerwerk nicht. Die Freunde sind verärgert oder ratlos. Es kommt zu einem großen Streit und schließlich gestehen sich alle die gegenseitigen Gefühle ein. Poppo wollte das Menma ihm vergibt, denn er hat ihren Tod mitangesehen, wie sie von der Strömung mitgerissen wurde. Tsuruko war stets verzweifelt, weil sie in Yukiatsu verliebt ist. Doch dieser dachte nur an Menma und sah – wenn überhaupt – nur Anaru als ihren „Ersatz“. Jinta war sich selbst unsicher, ob Menma nicht bei ihm bleiben sollte, und Yukiatsu war nun nicht nur über Menmas Tod und seine unglückliche Liebe verzweifelt, sondern auch eifersüchtig, da sich ihr Geist allein Jinta zeigt. Als sie sich miteinander ausgesprochen und ausgesöhnt haben, verschwindet Menma tatsächlich, zeigt sich aber zuvor noch ihren Freunden und verabschiedet sich von ihnen.

## Konzeption
Die Geschichte von Ano Hana spielt in der Gegenwart und bedient sich zahlreicher Rückblicke in die Vergangenheit. Dabei wird immer wieder darauf verwiesen, dass die Personen der Handlung sich selbst vorwerfen an Menmas Tod schuld zu sein. Als Handlungsort wurde die Stadt Chichibu im Westen der Präfektur Saitama gewählt. So finden sich zahlreiche Nachbildungen von real existierenden Gebäuden und Szenerien in der Serie wieder.

## Entstehung und Veröffentlichungen
Umgesetzt wurde die Anime-Fernsehserie von Anohana Project für den Programmblock noitaminA. Dabei handelte es sich um eine Kooperation des Studios A-1 Pictures, des Fernsehsenders Fuji Television und Aniplex (einer Untergruppe von Sony Music Entertainment Japan).
Die Regie übernahm dabei Tatsuyuki Nagai, der die von Mari Okada geschriebenen Drehbücher umsetzte. Diese schrieb auch einen Fortsetzungsroman, dessen Anfang gleichzeitig kapitelweise im vom Verlag Media Factory herausgegebenen Literaturmagazin Da Vinci ab Ausgabe 3/2011 (5. Februar 2011) bis Ausgabe 7/2011 (6. Juni 2011) erschien. Die vollständige Fassung erschien in zwei Bänden am 25. Juli 2011, ISBN 978-4-8401-3957-1 und am 10. August 2012, ISBN 978-4-8401-4689-0. Die Musik stammt von der Sängerin, Musikerin und Komponistin Reimy Horikawa (aka REIMY), hier publiziert unter ihrem Künstlernamen Remedios, den sie für Werbetitel und Soundtracks verwendet.
Die Erstausstrahlung der Serie begann in der Nacht des 15. April 2011 (und damit am vorherigen Fernsehtag) auf Fuji Television als Teil von Noitamina. In den Folgetagen begannen die Sender Kansai TV und Tokai TV ebenfalls mit der Übertragung, ab 22. Mai wurde sie landesweit über Satellit (BS Fuji) ausgestrahlt. Die deutsche Fassung erschien auf Blu-Ray und DVD bei Peppermint Anime auf zwei Disks: Disk 1 mit den Folgen 1–6 am 26. Februar 2016 und Disk 2 mit den Folgen 7–11 am 29. April 2016.
Ein Kinofilm mit dem gleichen Titel wurde am 31. August 2013 in Japan veröffentlicht. Der Film stellt einen Epilog zu der Serie dar. Am 9. Oktober 2020 wurde er in Deutschland zum ersten Mal auf ProSieben Maxx ausgestrahlt.

### Synchronisation
| Rolle                       | japanischer Sprecher (Seiyū) | deutscher Sprecher           |
| --------------------------- | ---------------------------- | ---------------------------- |
| Jinta „Jintan“ Yadomi       | Miyu Irino (Gegenwart)       | Jannik Endemann (Gegenwart)  |
| Jinta „Jintan“ Yadomi       | Mutsumi Tamura (Kindheit)    | Luisa Wietzorek (Kindheit)   |
| Meiko „Menma“ Honma         | Ai Kayano                    | Linda Fölster                |
| Naruko „Anaru“ Anjō         | Haruka Tomatsu               | Lina Rabea Mohr              |
| Atsumu „Yukiatsu“ Matsuyuki | Takahiro Sakurai (Gegenwart) | Jan Makino (Gegenwart)       |
| Atsumu „Yukiatsu“ Matsuyuki | Asami Seto (Kindheit)        | Josephine Schmidt (Kindheit) |
| Chiriko „Tsuruko“ Tsurumi   | Saori Hayami                 | Lydia Morgenstern            |
| Tetsudō „Poppo“ Hisakawa    | Takayuki Kondō (Gegenwart)   | René Dawn-Claude (Gegenwart) |
| Tetsudō „Poppo“ Hisakawa    | Aki Toyosaki (Kindheit)      | Charlotte Uhlig (Kindheit)   |

### Episoden
| Nr. (ges.) | Nr. (St.) | Deutscher Titel                       | Originaltitel                                         | Erstausstrahlung Japan | Deutschsprachige Erstveröffentlichung (D) |
| ---------- | --------- | ------------------------------------- | ----------------------------------------------------- | ---------------------- | ----------------------------------------- |
| 1          | 1         | Die Super Peace Busters               | 超平和バスターズ (Chō Heiwa Basutāzu)                 | 14. Apr. 2011          | 26. Feb. 2016                             |
| 2          | 2         | Die Heldin Menma                      | ゆうしゃめんま (Yūsha Menma)                          | 21. Apr. 2011          | 26. Feb. 2016                             |
| 3          | 3         | Auf der Suche nach Menma              | めんまを探そうの会 (Menma o Sagasou no Kai)           | 28. Apr. 2011          | 26. Feb. 2016                             |
| 4          | 4         | Das weiße Kleid mit der Schleife      | 白の、リボンのワンピース (Shiro no, Ribon no Wanpīsu) | 5. Mai 2011            | 26. Feb. 2016                             |
| 5          | 5         | Tunnel                                | トンネル (Tonneru)                                    | 12. Mai 2011           | 26. Feb. 2016                             |
| 6          | 6         | Vergiss; vergiss nicht                | わすれてわすれないで (Wasurete Wasurenaide)           | 19. Mai 2011           | 26. Feb. 2016                             |
| 7          | 7         | Der wahre Wunsch                      | ほんとのお願い (Honto no Onegai)                      | 26. Mai 2011           | 20. Mai 2016                              |
| 8          | 8         | I wonder                              | I Wonder                                              | 2. Juni 2011           | 20. Mai 2016                              |
| 9          | 9         | Alle und Menma                        | みんなとめんま (Minna to Menma)                       | 9. Juni 2011           | 20. Mai 2016                              |
| 10         | 10        | Feuerwerk                             | 花火 (Hanabi)                                         | 16. Juni 2011          | 20. Mai 2016                              |
| 11         | 11        | Die Blume, die wir an jenem Tag sahen | あの夏に咲く花 (Ano Natsu ni Saku Hana)               | 23. Juni 2011          | 20. Mai 2016                              |

### Manga
Ein von Izumi Mitsu gezeichneter Manga erschien in Shūeishas Magazin Jump Square vom 4. April 2012 (Ausgabe 5/2012) bis 4. April 2013 (Ausgabe 5/2013). Die Kapitel wurden in drei Sammelbänden (Tankōbon) zusammengefasst. Zwischen April und Oktober 2016 erschien der Manga bei Tokyopop vollständig auf Deutsch.

### Computerspiel
Die Serie wurde ebenfalls als Adventurespiel für die PlayStation Portable umgesetzt. Der Entwickler war guyzware und das Spiel wurde am 30. August 2012 durch 5pb. vertrieben.